# Ordinatio imperii
Ordinatio imperii е опит на император Лудвиг Благочестиви да създаде нов ред във Франкската империя.
Нареждането е издадено в един капитулар с 18 капители през 817 г. в Аахен с одобрението на водещите благородници и църквата.
Лудвиг Благочестиви разделя наследството си чрез Ordinatio imperii между синовете си от Ирмингарда: Лотар I, Лудвиг II Немски и Пипин I. Първородният Лотар става съимператор, Лудвиг получава източната част на кралството, а Пипин получава Аквитания. Втората съпруга на Лудвиг Благочестиви Юдит ражда Карл II Плешиви през 823 г. и той започва да променя решението си в полза на Карл, което не се признава от Лотар и неговите братя.